# Canal de Wilts-et-Berks
Le canal de Wilts-et-Berks, en anglais Wilts & Berks Canal, est un canal d'Angleterre, qui part d'Abingdon et joint le canal de Kennet-et-Avon, mettant la Tamise en communication avec le canal Saint-Georges. Il a été construit de 1796 à 1810.

## Étymologie
Il tire son nom du fait qu'il traversait les comtés de Wiltshire et de Berkshire, même si la portion du Berkshire baignée par ce canal a été transférée en 1973 à l'Oxfordshire.